# Vorona Mare, Botoșani
Vorona Mare este un sat în comuna Vorona din județul Botoșani, Moldova, România.
 Acest articol despre o localitate din județul Botoșani este deocamdată un ciot. Puteți ajuta Wikipedia prin completarea lui.